# Büszkeség és balítélet meg a zombik (film)
A Büszkeség és balítélet meg a zombik (eredeti cím: Pride and Prejudice and Zombies) 2016-ban bemutatott amerikai–brit horror-akcióvígjáték, melyet Burr Steers írt és rendezett. Seth Grahame-Smith azonos című regényének feldolgozása, mely Jane Austen Büszkeség és balítélet című 1813-as klasszikus művének paródiájaként jelent meg 2009-ben. A főbb szerepekben Lily James, Sam Riley, Jack Huston, Bella Heathcote, Douglas Booth, Matt Smith, Charles Dance és Lena Headey látható.
Az Amerikai Egyesült Államokban 2016. február 3-án, Egyesült Királyságban 2016. február 11-én mutatták be a mozikban. Vegyes kritikákat kapott, de bevételi szempontból bukásnak bizonyult.

## Cselekmény
A 19. századi Angliában felütötte a fejét egy gyilkos kór, amitől a holtak életre keltek, ezért aki teheti felkészül a védekezésre. Így tett Mr. Bennet is, aki mind a négy lányát profi zombivadásszá képezte. Ez azonban nem lehet akadálya, hogy a kor szokása szerint a családjuk kiházasítsa őket egy arra alkalmas úriembernek, annak megfelelő társadalmi keretek között. Elizabeth Bennet, a legeszesebb, legrátermettebb zombivadász Bennet lány és Fitzwilliam Darcy között ugyanúgy kezd el forrni a levegő, ahogy más karakterek is hasonló utat járnak be a cselekményben, miközben irtják az élőhalottakat.

## Szereplők
| Szereplő                  | Színész         | Magyar hang     |
| ------------------------- | --------------- | --------------- |
| Elizabeth Bennet          | Lily James      | Ruttkay Laura   |
| Fitzwilliam Darcy ezredes | Sam Riley       | Szatory Dávid   |
| George Wickham hadnagy    | Jack Huston     | Szabó Máté      |
| Jane Bennet               | Bella Heathcote | Csuha Bori      |
| Mr. Bingley               | Douglas Booth   | Kovács Lehel    |
| Collins tiszteletes       | Matt Smith      | Lux Ádám        |
| Mr. Bennet                | Charles Dance   | Dunai Tamás     |
| Lady Catherine de Bourgh  | Lena Headey     | Németh Borbála  |
| Kitty Bennet              | Suki Waterhouse | Pekár Adrienn   |
| Caroline Bingley          | Emma Greenwell  | TBA             |
| Lydia Bennet              | Ellie Bamber    | Andrádi Zsanett |
| Mary Bennet               | Millie Brady    | Berkes Boglárka |
| Mrs. Bennet               | Sally Phillips  | Kovács Nóra     |
| Charlotte                 | Aisling Loftus  | Tamási Nikolett |
| Mr. Hurst                 | Charlie Anson   | Baradlay Viktor |
| Mrs. Long                 | Pippa Haywood   | Bessenyei Emma  |
| Özvegy                    | Janet Henfrey   | Kassai Ilona    |

## A film készítése
Eredetileg Natalie Portman alakította volna Elizabeth Bennet szerepét, valamint David O. Russell írta és rendezte volna a filmet. A megfilmesítés híre a regény 2009-es megjelenése utáni hónapokban röppent fel, de O. Russell végül ütemezési problémák miatt otthagyta a produkciót (később elárulta, a költségvetés kapcsán is nézeteltérései voltak a Lionsgate-tel). Nem sokkal ezután pedig Portman is távozott, de producerként továbbra is részt vállalt a filmben. A következő években több lehetséges rendező neve is felmerült, végül 2013-ban lett Burr Steers a rendező, aki az addigi forgatókönyvet is átírta. A film kapcsán Lily Collins, Jennifer Aniston és Rowan Atkinson neve is szóba került, de végül egyikük sem szerepelt benne. A forgatás két hónapig tartott, 2014. szeptember 24. és november 21. között.

## Fogadtatás
A kritikusok vegyesen értékelték a filmet, alapvetően szórakoztató, de kiszámítható történetként tekintettek rá, ami a kor népszerűbb zombis tematikájára akart sajátosan reflektálni. A zombik szerepeltetése egy közismert romantikus regényben alapvetően vicces helyzeteket teremt. Azonban se a humor, se a visszafogott vérengzések nem tették lehetővé, hogy a megváltozott cselekmény jobb akcióvígjátékként vagy horrorfilmként funkcionáljon.
A film anyagilag bukás lett, a 28 milliós költségéhez képest csak 16,4 millió dollár volt a bevétele.

## Fordítás
Ez a szócikk részben vagy egészben  a   Pride and Prejudice and Zombies (film) című angol Wikipédia-szócikk fordításán alapul.  Az eredeti cikk szerkesztőit annak laptörténete sorolja fel. Ez a jelzés csupán a megfogalmazás eredetét és a szerzői jogokat jelzi, nem szolgál a cikkben szereplő információk forrásmegjelöléseként.